# Eoophyla fusca
Eoophyla fusca is een vlinder uit de familie van de grasmotten (Crambidae), uit de onderfamilie van de Acentropinae. De wetenschappelijke naam van deze soort is voor het eerst gepubliceerd in 1863 door Fuqiang Chen en Chunsheng Wu. 
De spanwijdte van het mannetje bedraagt 22 tot 28 millimeter en van het vrouwtje 33 tot 38 millimeter.
De soort komt voor in China (Sichuan).